# Хосе Хоакин де Сильва-Базан
Хосе Хоакин де Сильва-Базан-и-Сармьенто (3 декабря 1734, Мадрид — 2 февраля 1802, Мадрид) — испанский аристократ и придворный, 9-й маркиз де Санта-Крус-де-Мудела и гранд Испании, кавалер ордена Золотого руна.

## Биография
Он также носил титулы: 8-й маркиз Вильясора, 7-й маркиз дель Висо, 6-й маркиз де Арсикольяр, граф де Байонна и граф де Монтесанто, барон де Сант-Бой и сеньор де Вальдепеньяс, дважды гранд Испании.
Его родителями были Педро де Сильва-Базан-и-Алагон (1703—1744), 8-й маркиз де Санта-Крус-де-Мудела, майордом инфанта Фелипе де Бурбон-Пармского, и Мария Каэтана Сармьенто-и-Давила (1707—1756), 6-я графиня де графиня Пье-де-Конча и 5-я маркиза Арсикольяр, дочь графов Сальватьерра. Младший брат — Педро де Сильва-и-Сармьенто де Алагон (1742—1808), академик, и сестра — Марианна де Сильва-Базан-и-Сармьенто (1739—1784), герцогиня Уэскар и мать знаменитой герцогини Каэтаны де Альба.
Ему было всего десять лет, когда умер его отец, которому он унаследовал, и он остался на попечении матери.

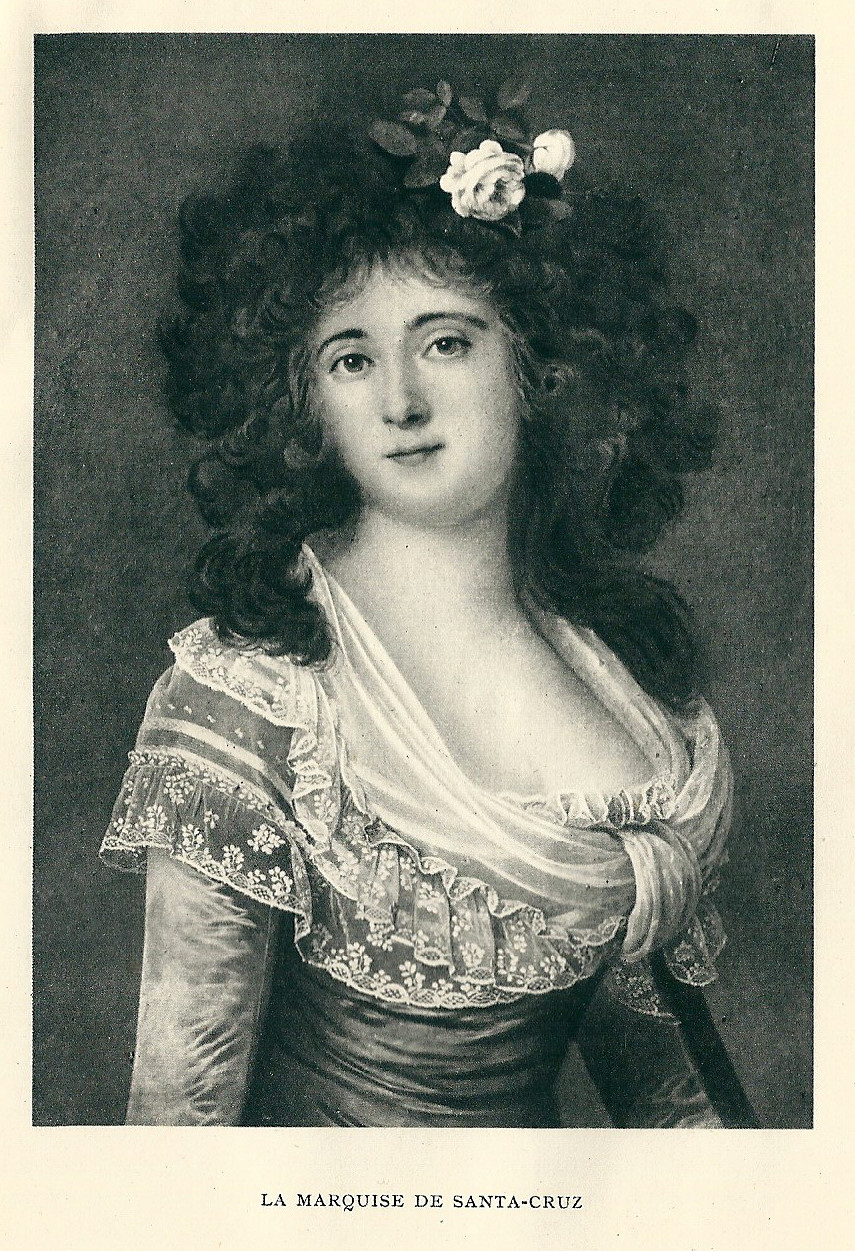
Марианна де Вальдштейн-Вартенберг (1763—1807), вторая жена маркиза де Санта-Крус-де-Мудела

2 февраля 1755 года он женился первым браком на Марии де ла Соледад Фернандес де ла Куэва-и-Сильва (1735 — 17 ноября 1762), 6-й маркизе Кадреита, дочери Франсиско Фернандеса де ла Куэва-и-де-ла-Серда (1692—1757), 11-го герцога Альбуркерке, который был главным конюшим короля Фердинанда VI до выхода на пенсию шестью годами ранее, и Агустины Рамоны де Сильва-и-Гутьеррес-де-лос-Риос, дочери Хуана де Диоса Сильва-и-Мендоса, 10-го герцога дель Инфантадо. Этот брак был недолгим, так как Соледад умерла семь лет спустя, в возрасте двадцати семи лет, оставив его вдовцом и отцом шестилетнего сына: Франсиско де Асиса (1757—1779), который был 11-м маркизом дель Висо и умер молодым человеком в 1779 году.
Похоже, смерть старшего сына побудила его после долгого вдовства заключить новый брак. В Вене он встретил свою вторую жену с 1781 года, Марианну де Вальдштейн-Вартенберг (30 мая 1763 — 13 мая 1807), маркизу де Санта-Крус, родившуюся при указанном дворе в мае 1763 года. Она была дочерью Эммануэля Филибера, графа Вальдштейна-Вартенберга (1731—1775), и принцессы Марии Анны Терезии фон Лихтенштейн (1738—1814). Мариана была первой из маркиз Санта-Крус, которую изобразил Гойя (другой была его невестка Хоакина Тельес-Хирон). У супругов было трое сыновей и одна дочь:
- Хосе Габриэль де Сильва-Базан (18 марта 1772 — 4 ноября 1839), 10-й маркиз де Санта-Крус-де-Мудела, гранд Испании, 7-й маркиз де Арсикольяр
- Хуан де Сильва и Вальдштейн
- Педро де Сильва и Вальдштейн
- Марианна Тереза де Сильва и Вальдштейн (? — 17 января 1805), муж с 1802 года Бернардино Фернандес де Веласко и Бенавидес, 9-й герцог де Уседа (1783—1851).

Три года спустя, снова в Мадриде, король Испании Карлос III назначил его своим майордомом, что сделало его верховным начальником дворца.
В 1788 году новый монарх Карлос IV утвердил его в занимаемой должности и назначил воспитателем трёх своих старших сыновей, включая принца Астурийского.
Человек высокой культуры и любитель изящных искусств (он был советником Королевской академии изящных искусств Сан-Фернандо и почетным членом академии Сан-Карлос-де-Валенсия), он был покровителем и другом просвещенного канарского писателя Хосе де Вьера-и-Клавихо в течение тридцати лет, воспитателя своих детей, которых он брал с собой в поездки по Ла-Манче и Европе. Вьера написал об этом несколько заметок из дневника и маршрут моей поездки во Францию и Фландрию, которые представляют собой дотошный рассказ изо дня в день с тех пор, как они покинули Мадрид 24 июня 1777 года. После тщательного посещения Парижа они прибыли в Брюссель, откуда вернулись в столицу Испании, чтобы посетить курсы и конференции, проводимые наиболее важными современные ученые по самым разным предметам. Там они встретили американского изобретателя Бенджамина Франклина, а также французских энциклопедистов, таких как Вольтер или Даламбер, что совпало со смертью Жан-Жака Руссо. Впечатленные научными экспериментами, свидетелями которых они стали, они купили машины для их воспроизведения в Испании и множество книг и вернулись с ними в Испанию. Он создал в Вальдепеньясе, хозяином которого он был, промышленный мыловаренный завод, школу для мужчин и школу для женщин.
Он был избран 7-м директором Королевской испанской академии в 1776 году, после смерти герцога Альбы. Во время его пребывания в должности первые издания (1780, 1783 и 1791) Словаря кастильского языка были опубликованы в одном томе «для более удобного использования». Также появилось академическое и иллюстрированное издание «Дон Кихота» (1780 г.), известное как «Дон Кихот де Ибарра», в честь его выдающегося печатника Хоакина Ибарры. В 1794 году он спонсировал перенос Ученого дома в его нынешнюю штаб-квартиру на улице Фелипе IV, построенную архитектором Мигелем Агуадо на территории старого дворца Буэн-Ретиро.